# 片野満
片野 満（かたの みつる、1934年 - ）は、日本の映画脚本家・演出家・監督・プロデューサー。

## 略歴
東京都出身。長野県諏訪清陵高等学校を経て、日本大学芸術学部卒業。岩波映画製作所にて科学映画、教育放送番組の脚本・演出・監督・プロデューサーを歴任し、内閣総理大臣賞ほか多数の受賞作品に携わった。安井電子出版取締役制作本部長を務めた。

## 映画

### 制作作品
- 『中学理科』岩波映画製作所 1976年 - 1989年（力の平行四辺形：1983年教育映画祭 最優秀作品賞・文部省特選、生きている細胞：1989年教育映画祭 優秀作品賞・科学技術庁推薦作品・文部省選定、刺激と反応：第30回科学技術映画祭 科学技術庁長官賞・科学技術賞推薦作品・文部省選定）
- 『うずの世界』岩波映画製作所 1976年
- 『レーザーの利用』岩波映画製作所 1978年
- 『しんかい 潜水調査船の記録』岩波映画製作所 1978年
- 『ゴミからの町つくり クリーンみずほ計画の誕生』岩波映画製作所 1978年
- 『大学一般物理実験の改善による試み』岩波映画製作所 1978年
- 『宇宙の気象台 ひまわり』岩波映画製作所 1978年（1979年教育映画祭 最優秀作品賞・第17回日本産業映画コンク－ル 文部大臣賞・日本映画ペンクラブ推薦・1978年キネマ旬報ベストテン第8位・文部省特選）
- 『年代を測る』岩波映画製作所 1979年（第17回日本産業映画コンク－ル 奨励賞）
- 『信州の自然とまつり 中南信編』岩波映画製作所 1979年
- 『ゴミを資源に 水戸市の実践』岩波映画製作所 1979年
- 『オリンパスの世界 Small Wonder』岩波映画製作所 1979年
- 『小学算数 かたちのたんけん』岩波映画製作所 1980年
- 『ある技術のおいたち』岩波映画製作所 1980年
- 『体の情報をとらえる 新しい放射線診断』岩波映画製作所 1980年
- 『「そのとき」を知らせるために 東海地震の予知と防災』岩波映画製作所 1981年
- 『細胞融合 新しい植物をつくる』岩波映画製作所 1982年
- 『Engineering constructor SIMIZU オール清水海外』岩波映画製作所 1982年
- 『文明を蓄える技術』岩波映画製作所 1983年
- 『海外につくる』岩波映画製作所 1983年
- 『LPG地下タンクの建設』岩波映画製作所 1983年
- 『現地工事を運ぶ あるモデュール輸送の記録』岩波映画製作所 1983年
- 『連続ホッパ式石炭サイロ 三菱重工と共同製作』岩波映画製作所 1984年
- 『住宅をつくる』岩波映画製作所 1984年
- 『とぶ 飛ぶと跳ぶの関係』岩波映画製作所 1985年
- 『マレーシアの大地に』岩波映画製作所 1985年（第24回日本産業映画・ビデオコンク－ル 奨励賞）
- 『タイの米作りと人々の生活』岩波映画製作所 1986年（文部省選定）
- 『インドネシア 資源と産業』岩波映画製作所 1986年（文部省選定）
- 『あそぶ 狐狗狸さんのこと』岩波映画製作所 1986年（第24回日本産業映画・ビデオコンク－ル 日本産業映画ビデオ賞）
- 『聖路加国際病院第3号地開発計画』岩波映画製作所 1986年
- 『感じる』岩波映画製作所 1987年
- 『日本の建築業』岩波映画製作所 1988年
- 『日本の集住文化』岩波映画製作所 1989年
- 『本物を造る職人』岩波映画製作所 1989年
- 『日本のオフィスビル』岩波映画製作所 1989年
- 『町屋の生活様式』岩波映画製作所 1989年
- 『鉄の自由さと優雅さ』岩波映画製作所 1989年
- 『地域文化財の考え方』岩波映画製作所 1989年
- 『早大建築パイロット ハイライト編』岩波映画製作所

### 監督作品
- 『たのしい科学シリーズ』岩波映画製作所 1959年 - 1962年
- 『高校理科』岩波映画製作所 1961年 - 1984年（電気分解によるナトリウムの分離：1978年教育映画祭 優秀作品賞・文部省特選、ラボアジェの実験：第34回東京都教育映画コンク－ル 銀賞・文部省特選、アルカリ金属：1979年教育映画祭 優秀作品賞・第35回東京都教育映画コンク－ル 金賞、「こぶ」のついた船：第26回科学技術映画祭 入賞）
- 『OG Process』岩波映画製作所 1963年
- 『東芝ガスタービン』岩波映画製作所 1964年
- 『ぬれる』岩波映画製作所 1969年（1969年教育映画祭 最高賞）
- 『医療情報システム』岩波映画製作所 1973年
- 『地上にミニ太陽を 臨界プラズマ試験装置JT-60』岩波映画製作所 1979年

### 監督・脚本作品
- 『タービンの運動 起動編』岩波映画製作所 1964年
- 『科学への招待シリーズ』岩波映画製作所 1967年 - 1971年（化学反応と温度 化学反応と分子の衝突：第9回科学技術映画祭 入賞・1968年教育映画祭 特別賞、化合力 元素のむすびつきやすさ：1970年教育映画祭 特別賞）
- 『ソニーUマチック』岩波映画製作所 1973年
- 『EVR』岩波映画製作所 1974年
- 『フジカラーの誕生』岩波映画製作所 1988年

### 制作・脚本作品
- 『一般教養 ふりかえって夏 対人関係を考える』岩波映画製作所 1976年
- 『フジカシングル 8m/mサウンド』岩波映画製作所 1977年 - 1978年
- 『フジフイルム 「ひかり」』岩波映画製作所 1980年
- 『放射線を安全に取扱うために 実務編』岩波映画製作所 1982年
- 『医者の目から見た人体と放射線』岩波映画製作所 1984年

### 制作・監督作品
- 『清水河川博 大深度地中連続壁工法』岩波映画製作所 1983年

### 制作・監督・脚本作品
- 『磁気テープの世界』岩波映画製作所 1977年
- 『リサイクル文化都市をめざして』岩波映画製作所 1977年
- 『環境と適応 神奈川の自然』岩波映画製作所 1981年
- 『磯の生物を調べる 自由研究』岩波映画製作所 1981年
- 『諏訪のおんばしら祭り・神と人とその風土』岩波映画製作所 1986年（第25回日本産業映画・ビデオコンク－ル 日本観光協会会長賞）
- 『躍動するまち・岡谷』岩波映画製作所 1987年
- 『建築の設計の本質』岩波映画製作所 1988年
- 『市民ホールをつくる』岩波映画製作所 1989年
- 『アルミニウムの近代感覚』岩波映画製作所 1989年

## 著書
- 『行き行きて行きつくところ 創作戯曲第一集』青樹社出版 1980年
- 『花がそこに生きるために「告」別冊 創作戯曲第二集』青樹社出版 1981年
- 『昭和四十年のルネッサンス』冬芽社 1988年
- 『映像いろは随筆 岩波映画で三十年』冬芽社 1991年
- 『戦国甲州雑兵賦』風塔舎 2005年
- 『善を長じて… 二之丸一件始末』長野日報社 2006年
- 『行き行きて倒れ伏すとも 河合曾良』長野日報社 2007年
- 『至誠貫く 渡辺千秋・国武兄弟物語』長野日報社 2011年